# Galaroza
Galaroza és un poble de la província de Huelva (Andalusia), que pertany a la comarca de Sierra de Huelva. Compta amb les pedanies de Navahermosa i Las Chinas.

## Demografia
| 1996  | 1998  | 1999  | 2000  | 2001  | 2002  | 2003  | 2004  | 2005  | 2006  |
| ----- | ----- | ----- | ----- | ----- | ----- | ----- | ----- | ----- | ----- |
| 1.594 | 1.586 | 1.600 | 1.603 | 1.617 | 1.618 | 1.631 | 1.651 | 1.642 | 1.606 |

## Història
No s'han trobat restes que evidenciïn l'existència de pobladors prehistòrics. No es té clar el seu origen, però sembla islàmic, ja que es té assumit que l'origen del seu topònim prové d'Al-Jaroza, aquest pot tenir diverses interpretacions: Valle de las Rosas, Valle de las Doncellas o Valle de la Desposada. La llegenda parla de la pèrdua en el bosc del príncep amazic Ysmail en el qual es va endinsar, a la recerca d'una dona de la qual va quedar encantat. Com a tota la comarca, aquestes terres van ser ocupades pels musulmans entre els segles VIII i XII.
Durant el segle xiii serà alternativament de Portugal i de Castella fins que en 1267 pel tractat de Badajoz queda adscrita al Regne de Castella definitivament. Durant l'edat mitjana va pertànyer a la jurisdicció d'Aracena, d'on es va independitzar en 1553. En aquest moment Galaroza comptava amb els llogarets de Fuenteheridos, Las Vegas, Corte Brullo i Las Cañadas, a part de les actuals: Navahermosa i Las Chinas.